# Cascades Inga
Les cascades Inga són unes cascades que es troben en una zona de ràpids del riu Congo, on el cau 96 m en un tram de 15 km. Estan localitzades a uns 40 km de la ciutat de Matadi, a la República Democràtica del Congo.
Les cascades Inga formen part d'un grup de ràpids més gran (les cascades Livingstone es troben a prop de la part inferior d'aquestes cascades). Aquestes cascades s'han format en un revolt del riu Congo, on l'ample del riu varia de entre 260 m i 4 km. Amb un cabal mitjà de 42.476m³ / s podria dir-se que és la cascada més gran del món, tot i que les casacades Inga no siguin unes veritables cascades. El seu volum màxim registrat és de 70.793m³ / s.
A les cascades Inga s'han construït dues grans preses hidroelèctriques, anomenades Inga I i Inga II. A més, estan en projecte dues preses més, Inga III i la Gran Presa Inga (Grand Inga Dam), que seria, per producció d'energia, la més gran al món.